# Ropica trichantennalis
Ropica trichantennalis là một loài bọ cánh cứng trong họ Cerambycidae.